# 中華民國國花

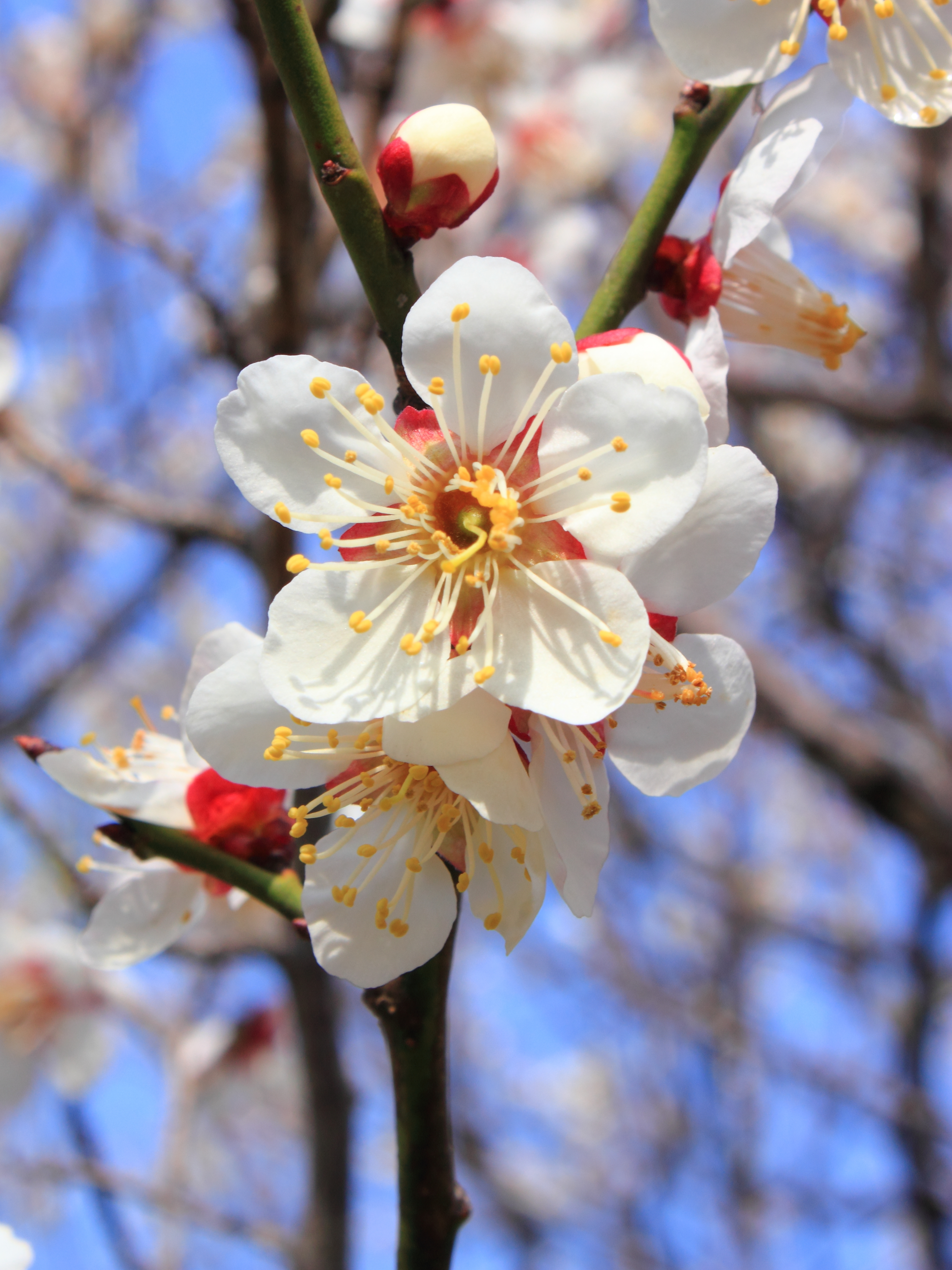
梅花

中華民國國花，指梅花。中华民国建立之初并未指定國花，中華民國內政部礼制服章审订委员会于1928年首先提出以梅花为國花，中華民國国民政府在1929年2月8日通令全國指定梅花为各种徽饰纹样，尽管國花案在1929年3月召开的中国国民党第三次全國代表大会上最终无果而终，但梅花的國花地位得到了全社会的普遍认可。1964年7月21日，行政院在答复内政部关于明定梅花为國花的建议时称梅花为國花“事实上早为全国所公认”，“不必公布及发布新闻”。至此，梅花作为中華民國國花，被认为属既成事实而被正式确认。

## 寓意
梅花作为国花的主要寓意包括
：
- 三蕾五瓣，代表三民主義及五權憲法。
- 梅花凌冬耐寒，愈冷愈開花，其所表現的堅貞剛潔，足為國人效法。
- 梅開五瓣，象徵五族共和，具有敦五倫、重五常、敷五教的意義。
- 梅花「枝橫」、「影斜」、「曳疏」、「傲霜」同時亦代表易經中「元」、「亨」、「利」、「貞」四種高尚德行。

## 历史

### 政府遷台前
1912年，《少年》刊物上出版时事杂谈《民国花》一文，认为北洋政府勋章、货币上的嘉禾图案包含平等和重农主义的进步思想，稻花可称为“民国花”；该文是中国最早以现代眼光谈论国花，并将其视作民族国家象征的例证，但在民国最初的十年，沿袭明清习惯称牡丹为国花的更多一些。1914年，侯鸿鉴应约编写“国花”一课教材，明确国花的意义地位为“与国旗同为全国人民所敬仰尊崇者”，是“一国之标识”、“国民精神之所发现”，同时他认为中国古代虽“无国花之称”，民国国花应为牡丹。1915年商务印书馆出版的《辞源》将“国花”阐释为“一国特著之花，可以代表其国性者，如英之玫瑰、法之百合、日本之樱皆是。我国向以牡丹为国花”。
受1919年五四运动后兴起的反封建思潮影响，赞成牡丹为国花的逐渐减少，梅、兰、菊等精神寓意鲜明的花卉渐受推崇。牡丹国花说虽有减少，但仍有不少支持者，如1920年，《申报》发表黛柳《我中华民国之国花》一文，认为牡丹为“我华之特产”，“吾华所特艺”，“花之至美者”，“吾国性所寄，吾国民所同好”，“以言国花，则无宁牡丹”；鲁迅于1925年7月19日创作的杂文《论“他妈的！”》中曾提到牡丹为国花的说法。
1927年至1928年，随着北伐战争的胜利和东北易帜的发生，对国旗、国徽、国花等国家标志的讨论逐渐摆上议程。民间又一次兴起对国花的讨论，《申报·自由谈》在1927年10月“双十”国庆日前发表张菊屏文章《规定国徽国花议》，该文认为牡丹浮艳不足为国花，梅、兰、荷等“恬退独善”，不适合在“竞争剧烈，弱肉强食”的世界中代表国家，主张将菊花定为国花。尽管有人因菊花是日本皇室象征等原因提出异议，但随着国民革命运动的兴起，以菊花为国花的呼声越来越高。
1928年10月26日，国民政府内政部礼制服章审订委员会第十八次会议首先提出以梅花为国花，该委员会是内政部部长薛笃弼提议成立的议事机构，由军委会、外交部、 大学院（教育部）、工商部、司法部等单位派员参加，主要职能是审定各类制服式样、军政徽章图案乃至公私各类礼仪程式。薛笃弼在10月份已经改任卫生部部长，其时正等待交接。11月1日，薛笃弼正式离任，当日呈文行政院称“兹经职会第十八次会议决议，拟定梅花为国花，其形式取五朵连枝，用象五族共和、五权并重之意。且梅花凌冬耐寒，冠冕群芳，其坚贞刚洁之概，颇足为国民独立、自由精神之矜式，定为国花，似较相宜”，并请求行政院“核转国民政府鉴核施行”。1928年11月6日，行政院第二次会议议及此事，决定发交教育部会核。11月28日，教育部审议认为“定梅花为国花，备极妥善”，对内政部的意见极表支持，仅改以梅花五瓣象征五权，建议改为三朵连枝“取喻三民主义”。
尽管官方尚未定论，但社会媒体已开始对定梅花为国花进行宣传，如《蜀镜》画报11月29日以《梅花将为国花》对教育部审议结果进行了报道，而《革命华侨》杂志11月《国内大事纪要》、《申报》12月1日《中国取梅花为国花》等也有内容大致相同的报道；上海《国民日报》则于1928年12月5日发表教育部社会教育处处长陈剑俪的《对于定梅花为国花之我见》一文，文中有对教育部具体审议情况的介绍。《申报》12月8日在访谈栏目发表《国花诞生矣》一文，直称国民政府已经“以梅花为我中华民国之国花矣”，其后数日连续刊文赞誉，凭该报的传媒地位对社会认知产生了深刻的影响。而教育部在审议会议后委托艺术院分别绘制三朵连枝和五朵连枝的折枝全开梅花图样，至1929年1月14日才将审议结果上报行政院秘书处。
1928年12月，财政部筹划镌刻新的硬币模型，计划在边沿刻上国花作装饰，呈文中国国民党中央执行委员会请求选定并公布国花。中央执行委员会接到申请后批交中央宣传部核办，宣传部审议过程中发现教育部已在选拟国花，致函教育部了解情况，汇总各方不同意见后得出审查结果呈报中央执行委员会，认为可在梅花、菊花及牡丹三种中选择一种为国花。1929年1月28日，中央执行委员会召开第193次会议，会议讨论了宣传部的报告并形成决议，专函国民政府称：“经本会第一九三次常会决议：采用梅花为各种徽饰，至是否定为国花，应提交第三次全国代表大会决定。”国民政府接到中央执行委员会通知后，在1929年2月8日发布第109号训令，内容几乎为中央执行委员会专函原文，下发直辖各部门和全国各省市。至此，梅花由国民政府通令指定为各种徽饰纹样。
中国国民党第三次全国代表大会于1929年3月召开，国花案在3月21日的第6次和第7次会议上讨论，但因分歧较大，且国花案被认为是“不急之务”，与会的212名代表中164票“赞成撤回原案”，讨论无果而终，会后大会秘书处函告中央执行委员会称国花“不必规定”。尽管如此，国民政府2月8日的通令实际上已经承认梅花为中华民国国花，梅花的国花地位得到了全社会的普遍认可。当时，不仅军服帽徽和军阶均采用梅花，邮政局大量发行梅花邮票，中央银行以梅花为造币图案，纪念碑等建筑物以及各种公共场所也多以梅花为装饰图案。

### 政府遷台後
中華民國政府遷台后的1964年，内政部建议行政院明定梅花为国花，行政院于1964年7月21日以台（五三）内字第五〇七二号指令答复称“准照该部所呈，定梅花为中华民国国花，惟梅花之为国花，事实上早为全国所公认，且已为政府所采用，自不必公布及发布新闻”。至此，梅花作为中华民国国花被认为属既定事实而被行政院承认，而1964年7月21日也被视为梅花被正式核定为中华民国国花的日期。

## 應用
作為中華民國國家象徵之一，梅花意象的圖案經常成為中華民國政府相關標誌的設計主題，例如總統府府徽及中華民國在參加國際體育賽事時迫於政治現實而使用的國旗代用旗幟「梅花旗」等。
此外，梅花圖案也運用於下列標示物當中：
- 中華民國國軍校級軍官標誌、陸軍將官領章、陸軍(含憲兵)士兵臂章
- 新臺幣五角硬幣正面
- 新臺幣十元硬幣背面
- 新臺幣鈔票水印

梅花意象基本式樣
中華民國總統府府徽
中華民國立法院院徽
中華民國海軍軍徽
中華民國空軍軍徽
中華民國憲兵軍徽
中華民國後備徽
中華民國政戰徽
中華民國海關徽
中華民國國道標誌
中華奧會會徽
中華民國奧會會徽
中華帕拉林匹克總會會徽
臺灣省政府府徽
連江縣縣徽
嘉義市市徽
彰化縣縣徽
臺北市第二代市徽

## 相關文藝作品
中華民國音樂人劉家昌曾作詞作曲甄妮首唱《梅花》，此曲後為鄧麗君、王芷蕾等歌手與民間人士所傳唱，傳頌梅花代表「堅忍」、「愈冷愈開花」、「大中華」的象徵意義。

### 引用
1. 1 2  . 中華民國總統府.   [2018-04-08]. （原始内容存档于2018-04-09） （中文（臺灣））. 我國的國花是梅花。梅有三蕾五瓣，代表三民主義及五權憲法，且梅花凌冬耐寒，其所表現的堅貞剛潔，足為國人效法。梅開五瓣，象徵五族共和，具有敦五倫、重五常、敷五教的意義；而梅花「枝橫」、「影斜」、「曳疏」、「傲霜」同時亦代表易經中「元」、「貞」、「利」、「亨」四種高尚德行。我國在民國53年7月21日，經行政院正式核定將梅花訂為國花。
2. 1 2 3  程杰. . 中国文化研究. 2016, (2): 1–19.
3. 1 2 3 4 5 6 7 8  程杰. . 南京林业大学学报(人文社会科学版). 2016, (3): 85–96.
4. ↑  陆尔奎 (编). . 上海: 商务印书馆. 1915.
5. ↑  鲁迅. . 光明日报. 2009-05. ISBN 9787802067837. 假使依或人所说，牡丹是中国的“国花”，那么，这就可以算是中国的“国骂”了
6. 1 2  温跃戈; 孔海燕; 张启翔. . 西南师范大学学报(自然科学版). 2016, 41 (11): 87–92.